# Коули, Рекс
Уоррен Джей Коули (англ. Warren Jay Cawley; 6 июля 1940, Фармингтон, Мичиган — 21 января 2022, Ориндж, Калифорния) — американский легкоатлет, который специализировался в беге с барьерами.

## Биография
Выпускник Университета Южной Калифорнии.
Олимпийский чемпион 1964 года по бегу на 400 метров с барьерами. Неоднократный чемпион США. Экс-рекордсмен мира по бегу на 400 метров с барьерами (1964).
По завершении спортивной карьеры работал в сфере медицинской электроники, позже — туристическим агентом.